# Pseudohilaira mirabilis
Pseudohilaira mirabilis là một loài nhện trong họ Linyphiidae.
Loài này thuộc chi Pseudohilaira. Pseudohilaira mirabilis được Kirill Yuryevich Eskov miêu tả năm 1990.